# Serra dels Roqueters
La Serra dels Roqueters és una serra situada al municipi de Sant Climent Sescebes a la comarca de l'Alt Empordà, amb una elevació màxima de 301 metres.